# Joan Maetsuycker
Joan (of Johan) Maetsuycker (Amsterdam, 14 oktober 1606 – Batavia, 4 januari of 24 januari 1678) was 25 jaar lang, van 1653 tot 1678, gouverneur-generaal voor de Vereenigde Oostindische Compagnie, een record. Het overzeese rijk bloeide onder Maetsuyker, de enige katholiek onder de gouverneurs, maar hij had ook een grillig en onaangenaam karakter.

## Biografie
Maetsuycker kwam uit een katholiek gezin en studeerde rechten in Leuven. Hij liet zich inschrijven als advocaat bij het Hof van Holland en vestigde zich in Amsterdam. In 1636 zeilde hij naar Batavia en trad in dienst als pensionaris van de Raad van Justitie. In 1641 werd hij benoemd als raad-extraordinair en advocaat-fiscaal in de Raad van Indië. Antonie van Diemen droeg hem op alle plakkaten en verordeningen te verzamelen om daaruit de Statuten van Batavia, een wetboek voor Indië, samen te stellen. In 1644 viel hij Goa aan en in 1646 werd hij opnieuw naar Goa gestuurd om tot een wapenstilstand met de Portugezen te komen en tot een grensregeling op Ceylon. Aansluitend werd hij naar Ceylon gezonden om daar Jan Thijssen als gouverneur te vervangen. Er dreigde oorlog uit te breken met de koning van Kandy, Raja Singha II, die woedend was dat de VOC vrede had gesloten met de Portugezen. Die zouden op basis van het in 1638 door Adam Westerwoldt met hem gesloten verdrag uit Ceylon verdreven moeten worden. Bij Negombo was het inmiddels tot gevechten gekomen. Maetsuycker slaagde er met veel diplomatie geleidelijk in de relatie te herstellen, en bleef er tot 1650 gouverneur. Hij had een voorkeur voor het Portugese systeem om VOC-personeel met inlanders en halfbloeden te laten trouwen, de zogenaamde burghers, die beter bestand waren tegen het klimaat en zich als middenstanders konden vestigen. In 1650 vertrok hij uit Ceylon en werd opgevolgd door Jacob van Kittensteyn. Maetsucyker werd benoemd tot directeur-generaal van de handel in Batavia. In 1653 werd hij benoemd tot voorlopig gouverneur-generaal; hij kon namelijk niet nog eens worden gepasseerd. In 1654 werd zijn benoeming door de Heren Zeventien bevestigd.

### Gouverneur-generaal

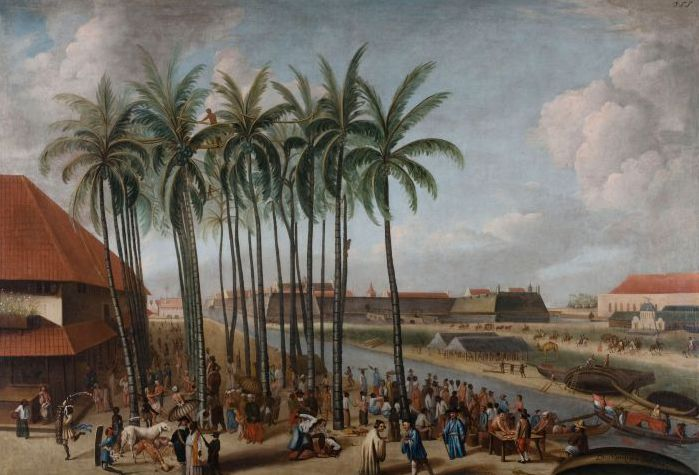
Olieverfschilderij door Andries Beeckman voorstellende het Kasteel Batavia gezien van Kali Besar west met op de voorgrond de Passar Ikan (vismarkt) (ca. 1662), collectie Wereldmuseum Amsterdam

Op 25 juli 1652 arriveerde uit China de pater-jezuïet Matino Martini in Batavia. Hij meldde dat Coxinga met 300 jonken en 30.000 soldaten klaar stond voor de oversteek naar Formosa. Hij meende ook dat, na de val van de Ming-dynastie, het niet lang meer zou duren voordat het gehele Chinese grondgebied onderworpen was. Daarom was het volgens hem verstandig om te onderhandelen met het hof in Peking over de handel in zijde en porselein, die als gevolg van de burgeroorlog stil was komen te liggen. In 1655 vertrokken twee Hollandse gezanten, Pieter de Goyer en Jacob Keyzer naar Canton. Johan Nieuhof werd benoemd als hofmeester. Na een vier maanden durende tocht langs rivieren en het Keizerskanaal arriveerden zij in Peking. Zij vroegen voor de VOC de vrije handel toe te staan, maar moesten teleurgesteld weer naar huis terugkeren. In augustus 1655 stuurde hij zijn concurrent Gerard Pietersz. Hulft naar Ceylon, die tijdens het beleg van Colombo, dat zeven maanden duurde, getroffen werd door een kogel en stierf. In 1658 veroverde Rijcklof van Goens Jaffna op de Portugezen, en ook Tuticorin en Nagapattinam op de Coromandelkust. Ondanks de Vrede van Den Haag werd op 1 december 1661 Quilon ingenomen, nadat de Portugezen de stad hadden verlaten. Op 8 januari 1663 kwam Cochin in handen van Van Goens. Vanaf die tijd zette de VOC haar stempel op de Malabarkust. De berichten over de vrede bereikten Batavia pas in 1663.
Op 30 maart 1661 verscheen Coxinga's vloot van 300-400 jonken voor Taiwan. Buiten schootsveld van het Fort Zeelandia zette hij 25.000 man keurtroepen aan land. Het kasteel, waar Frederick Coyett het bevel voerde, had een bezetting van 1140 man en een betrekkelijk kleine kruitvoorraad. Er lagen twee grotere en twee kleinere schepen op de rede. Zestig jonken voerden een aanval uit op de vier Hollandse schepen. Het jacht Hector vloog in de lucht en de overige schepen vluchtten naar open zee. Het kleine jacht Maria wist te ontsnappen en is tegen de zuidwestmoesson in langs de Filipijnse kust naar Batavia gevaren om alarm te slaan. In 1662 kwam een eind aan de 37 jaar durende Hollandse aanwezigheid op Taiwan. In deze periode zijn door gezamenlijke inspanning van Hollanders en Chinezen belangrijke veranderingen doorgevoerd: nieuwe gewassen werden geïntroduceerd en steden, waterwerken, polders, bruggen en wegen werden aangelegd.
In juni 1663 stierf zijn vrouw Haesje Berckmans; volgens Wouter Schouten hadden zich  heel wat ongenode gasten bij de stoet gevoegd, hopend op een vrolijke smul- en braspartij. Maetsuycker hertrouwde in 1664 met de schatrijke 26-jarige Elisabeth Abbema, de dochter van de predikant Fredericus Abbema en de weduwe van Simon Cos, gouverneur van Ambon. Zijn opvolger Johan van Dam had haar naar Batavia gestuurd met de bedoeling om daar met haar te trouwen. Maetsuycker raakte onder de indruk van de jonge vrouw en huwde haar. Van Dam vertrok in 1667 ongehuwd als commandeur van de retourvloot naar het vaderland. In 1671 raakte de Elisabeth in opspraak omdat ze gouden munten uit Japan had laten importeren, buiten de VOC om. Ze handelde blijkbaar ook in stoffen uit de Coromandel. Haar bedoeling was haar zwager in Suratte de juwelen te laten kopen. Ze stierf op 19 november 1674 en is luistervol begraven. Zijn beide huwelijken waren kinderloos. Eind november 1677 werd Maetsuycker zwaar ziek en stierf enkele maanden later. Hij liet een groot fortuin na aan zijn zuster en twee neven.

## Varia

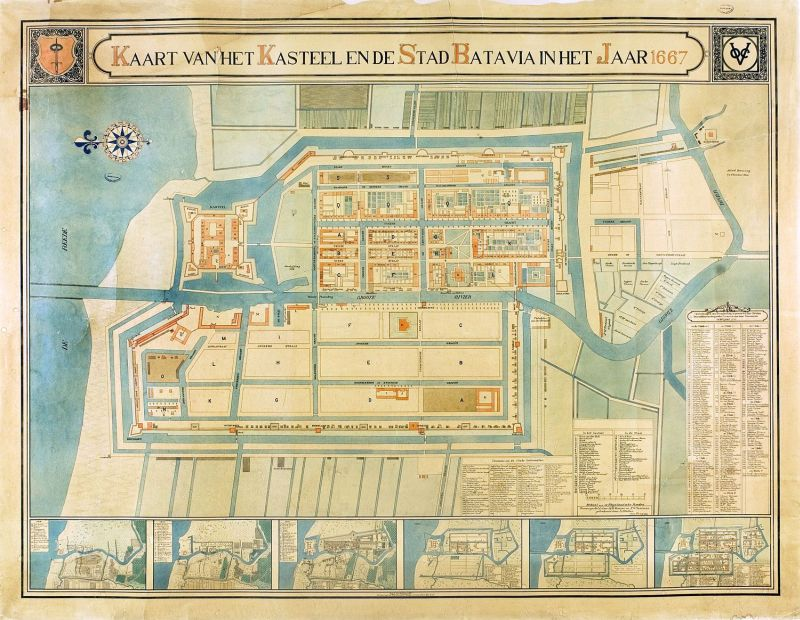
Kaart voorstellende het kasteel en de stad Batavia in het jaar 1667.

- In 1642 werd door Abel Tasman een eiland vernoemd naar Maatsuyker: Maatsuyker eiland.
- In 1659 werden door Zacharias Wagener voor het eerst veertig kisten met Japans porselein uit Arita naar Batavia verscheept.[8]
- Er werd (tijdelijk) vrede gesloten met Bantam, een lastige concurrent, en Batavia kon groeien. Er werd een strafexpeditie naar Palembang uitgevoerd door majoor Jan van der Laan, waarbij de plaats vernietigd werd.[9]
- In 1660 verpachtte Maatsuycker alle belastingen aan de hoogste bieder.
- Formosa werd in 1662 opgegeven. Na de Overgave van Fort Zeelandia werd Frederick Coyett van hoogverraad beschuldigd en is op 11 juni 1665 symbolisch ter dood veroordeeld. Balthasar Bort teisterde de kust van China om het verlies te wreken.
- In 1660 en 1667 is Makassar aangevallen en veroverd, en in 1668 is het Verdrag van Bongaja gesloten met sultan van deze de concurrerende havenstad. Vanaf dat moment kon geen kruidnagel meer vervoerd worden uit de archipel zonder dat de VOC daarbij betrokken was. De verovering door Cornelis Speelman maakte in heel de archipel indruk. In Bantam en Mataram was de stemming lange tijd gedrukt.
- Onder zijn bewind werd de westkust van Sumatra bezet waardoor de Engelsen verdwenen en expedities naar de binnenlanden van Java gehouden. In 1669 beloofde de VOC in het Painans contract de sultan van Palembang (Zuid-Sumatra) bescherming tegen Atjeh, dat haar invloed steeds meer naar het zuiden uitbreidde.
- Nadat de op Ambon werkende Duitse onderzoeker Georg Everhard Rumphius blind geworden was en door de plaatselijke gouverneur aan de kant was gezet, greep Maetsuycker in (1674) zodat deze zijn ‘curieuse studiën’ voort kon zetten.
- In 1675 liet Maetsuycker merken weinig interesse te hebben in handel met Ethiopië. Hij liet wel een aantal kanalen graven en bruggen bouwen.
- In 1676 werd Surabaya door Speelman veroverd. Als 'dank' voor de hulp die de VOC aan Amangkurat II had verleend in zijn strijd om de troon verkreeg de VOC een groot aantal voorrechten.
- In 1677 zijn vier leden van de Raad ontslagen vanwege corruptie, onder wie Pieter Overtwater en Pieter van Hoorn. Constantin Ranst en Hendrik van Rheede namen ontslag.

Gouverneur-generaal van de VOC

Both · 
Gerard Reynst · 
Reael · 
Coen · 
Carpentier · 
Coen · 
Specx · 
Brouwer · 
Van Diemen · 
Van der Lijn · 
Carel Reyniersz · 
Maetsuycker · 
Rijcklof van Goens · 
Speelman · 
Camphuys · 
Van Outhoorn · 
Van Hoorn · 
Van Riebeeck · 
Van Swol · 
Zwaardecroon · 
De Haan · 
Durven · 
Van Cloon · 
Patras · 
Valckenier · 
Thedens · 
Van Imhoff · 
Mossel · 
Van der Parra · 
Van Riemsdijk · 
De Klerk · 
Alting

 

Gouverneur-generaal van staatswege

Van Overstraten · 
Siberg · 
Wiese · 
Daendels · 
(Britse interventie: Raffles en Fendall) · 
Van der Capellen · 
De Kock · 
Du Bus de Gisignies · 
Van den Bosch · 
Baud · 
De Eerens · 
Van Hogendorp · 
Merkus · 
Jan Reijnst · 
Rochussen · 
Duymaer van Twist · 
Pahud · 
Prins · 
Sloet van de Beele · 
Prins · 
Mijer · 
Loudon · 
Van Lansberge · 
s'Jacob · 
Van Rees · 
Pijnacker Hordijk · 
Van der Wijck · 
Rooseboom · 
Van Heutsz · 
Idenburg · 
Van Limburg Stirum · 
Fock · 
De Graeff · 
De Jonge · 
Tjarda van Starkenborgh Stachouwer